# Vladimir Atojev
Vladimir Atojev (Russisch: Влади́мир Атоев) (Rostov aan de Don, 22 januari 1999) is een Russisch autocoureur.

## Carrière
Atojev begon zijn autosportcarrière in het karting in 2012 en reed in zijn twee jaar in het karting in grote Europese kampioenschappen. In 2014 maakte hij de overstap naar het formuleracing, waarbij hij zijn debuut maakte in het Franse Formule 4-kampioenschap. Met één podiumplaats in het laatste raceweekend op het Circuit Paul Ricard eindigde hij als elfde in het kampioenschap met 71 punten.
In 2015 maakte Atojev de overstap naar het door Koiranen georganiseerde SMP Formule 4-kampioenschap. Hij behaalde pole position voor de eerste race op het Ahvenisto Race Circuit, maar wist deze niet te verzilveren. Op het Alastaro Circuit behaalde hij opnieuw pole position en won dat weekend alle drie de races. Met negen andere podiumplaatsen eindigde hij achter Niko Kari als tweede in het kampioenschap met 296 punten.
In 2016 zou Atojev overstappen naar de Formule V8 3.5, waar hij voor het nieuwe team SMP Racing zou rijden. Enkele dagen voor de start van het seizoen raakte hij echter geblesseerd en werd vervangen door zijn landgenoot Matevos Isaakjan. Wel maakt hij later in het seizoen zijn Formule 3-debuut in de Euroformula Open bij het team Teo Martín Motorsport.